# Écluse 26 de l'Ohio and Erie Canal
L'écluse 26 de l'Ohio and Erie Canal – ou Lock No. 26 en anglais – est une écluse de l'Ohio and Erie Canal dans le comté de Summit, dans l'Ohio, aux États-Unis. Protégée au sein du parc national de Cuyahoga Valley, elle est inscrite au Registre national des lieux historiques depuis le 11 décembre 1979.